# Gaston Maspero
Gaston Camille Charles Maspero (ur. 23 czerwca 1846 w Paryżu, zm. 30 czerwca 1916 tamże) – francuski egiptolog, archeolog, od 1869 wykładowca École pratique des hautes études, od 1873 profesor Collège de France.
Gaston Maspero był synem włoskiego uchodźcy z Lombardii. Od dzieciństwa pasjonował się starożytnym Egiptem. Ukończył Lycée Louis-le-Grand w Paryżu, a następnie egiptologię w École des Hautes Études. W 1872 został profesorem Collège de France. W 1880 stanął na czele Institut Français d'Archaeologie Orientale – francuskiej misji archeologicznej w Egipcie. Brał udział w odkryciach grobów w Deir el-Bahari.
Autor monumentalnego dzieła Histoire des peuples de l'Orient ancien. Jako pierwszy przetłumaczył i wydał Teksty Piramid. Był dyrektorem Muzeum Egipskiego w Bulak, a następnie w Kairze, które stworzył Auguste Mariette. Maspero wydał pięćdziesiąt tomów Catalogue Général, w których skatalogował zabytki kairskiego muzeum. W latach 1881–1886 i 1899-1914 był szefem Egipskiej Służby Starożytności w Kairze.
Jego uczniem był pierwszy polski egiptolog Tadeusz Smoleński. Synowie Gastona byli członkami Francuskiej Szkoły Dalekiego Wschodu (EFEO). Henri Maspero był znanym sinologiem, a Georges Maspero napisał historię Czampy.